# Felice Salivetto
Felice Salivetto (Roma, 16 aprile 1916 – Roma, 16 gennaio 1989) è stato un politico italiano, che partecipò attivamente all'Assemblea Costituente.

## Biografia
Laureato in giurisprudenza, e poi in scienze politiche e sociali, avvocato, diviene direttore di riviste storiche come Patria Indipendente e Voce partigiana assieme ad esponenti di spicco come Filiberto Sbardella.
Tra i 16 rappresentanti dell'ANPI nella Consulta, Salivetto partecipa insieme a Mario Argenton, Fernando Baroncini, Ilio Barontini, Riccardo Bauer, Livio Bianco, Arrigo Boldrini, Andrea Camia, Ercole Chiri, Giuseppe Gracceva, Enrico Martini, Enrico Mattei, Arturo Mondovì, Nino Siccardi, Fermo Solari e Lanfranco Zancan.